# 88 minuta
88 minuta (engl. 88 minutes) je američki film, po žanru triler. Režiran od strane Džon Avneta. Glavne uloge u filmu tumače Al Pačino, Alisija Vit, Lili Sobijeski, Vilijam Forsajt, Debora Kara Anger, Ejmi Breneman, Nil Makdona i Ben Mekenzi. Snimanje filma organizovano  je u Vankuveru u periodu od 8. oktobra 2005. godine do sredine decembra iste godine. Prikazivanje filma počelo je 2007. u raznim evropskim državama.
Radnja filma smeštena je u 2005. godinu. Glavnu ulogu filma tumači Al Paćino, glumac se pojavljuje u liku doktora Džeka Grama, univerzitetskog profesora u Sijetlu, koji osim kao profesora radi i kao forenzičarski psihijatar za FBI. Njegov život postaje opasniji kada prima misterioznu pretnju smrću putem telefonskog poziva, u kojoj se navodi da mu je od života ostalo još samo 88 minuta. Ubrzo se saznaje da iza naručivanja njegovog ubistva stoji serijski ubica Džon Forster (Nil Makdona), koga je lažnim svedočenjem iza rešetaka stavio upravo Džek Gram.
Film je primio prosečan odziv publike sa prosečnom ocenom 5.9/10 na zvaničnom IMdb portalu, a od strane kritičara je dobio negativan odziv.

## Radnja filma
Godine 1997. forenzički psihijatar dr. Džek Gram (Al Pačino) nalazi se kao glavni svedok na suđenju serijskom ubici Džon Forsteru (Nil Makdona). Svedočenje dr. Džeka Grama, kao i njegovo stručno psihijatrijsko mišljenje presudilo je sudbinu Džon Forsteru, izrekavši mu smrtnu kaznu za pokušaj ubistva Džejni Kejts (Tami Hui) i ubistvo njegove mlađe sestre Džouni Kejts (Viki Huang) iako nije bilo fizičkih dokaza.
U godinama koje su usledile, desio se veliki broj indentičnih ubistava, za koje niko nije osuđen. Ova dešavanja dovode FBI do razmišljanja da Džon Forster možda ne stoji iza ubistva za koje je osuđen. Devet godina kasnije od presude, na dan izručenja smrtne kazne po Džon Forstera, FBI ponovo dovodi na saslušanje Džeka Grama, sada profesora na unirvezitetu Vašington, kako bi se uverili da i dalje stoji pri svom svedočenju kao jedini poznati svedok. Međutim dr. Džek Gram u tim momentima prima vest o poslednjem sličnom ubistvu, u kome je stradala njegova učenica Dejl Moris i koju je on poslednji video prethodne noći na proslavi povodom osude Džona Forstera i postaje glavni osumnjičeni za ubistvo. Džek Gram ne dugo zatim prima poziv od nepoznatog lica, u kojem nepoznato lice obaveštava Džeka Grama da mu je ostalo 88 minuta života. U narednih 88 minuta filma glavni lik filma prolazi kroz razne tragove i ubistva pokušavajući da zadrži Džeka Forstera iza rešetaka, dok i on sam beži od policije, što mu na kraju i uspeva.

## Uloge
- Al Pačino kao dr. Džek Gram
- Alisija Vit kao Kim Kamings
- Nil Makdona kaoDžon Forster
- Lili Sobijeski kao Loren Daglas
- Ejmi Breneman kao Šeli Barns
- Ben Mekenzi kao Majk Stempt
- Debora Kara Anger kao Kerol Lin Džonson
- Lija Kerns kao Sara Polard
- Vilijam Forsajt kao Frenk Parks
- Trilbi Glaver kao advokatica
- Brendan Flečer kao Džoni D Franko
- Viki Huang kao Džouni Kejts
- Tami Hui kao Džejni Kejts
- Majkl Eklund kao Džej Ti Raker
- Kristina Koplend kao Dejl Moris
- Stefn Mojer kao La Fordž
- Viktorija Tenant kao Kejt
- Pol Kembl kao Albert Džekson
- Mišel Janai kao Liza Pirson

## Recenzije
Po objavljivanju film 88 minuta je oštro prihvaćen od stane kritičara. Rotten Tomatoes izbacio je izveštaj u kome je 5 od 122 kritičara dalo flimu 88 minuta pozitivne kritike, sa prosečnom ocenom 2,6/10. U izveštaju je takođe navedeno "Film 88 minuta je šokantno nestručan psihološki triler koji stručno razigrava talenat". Film je ocenjen i na sajtu Metacritic sa prosečnom ocenom 17100 od strane 27 kritičara.
Film je nominovan od strane Razzie Awards u kategoriji "Najgori glumac" (Al Pačino) i "Najgora sporedna glumica" (Lili Sobijeski).

## Spoljašnje veze
- na veb-sajtu  (jezik: engleski)
- 88 minuta na veb-sajtu  (jezik: engleski)
- na veb-sajtu  (jezik: engleski)
- 88 minuta na veb-sajtu  (jezik: engleski)
- 88 minuta na sajtu Box Office Mojo (језик: енглески)